# Leonas Vaidotas Ašmantas
Leonas Vaidotas Ašmantas (* 1. Januar 1939 in Kaunas) ist litauischer Wirtschaftsingenieur und Erfinder, Professor für Energiewissenschaften und ehemaliger Energiewirtschaftminister Litauens. 

## Leben
Leonas Vaidotas Ašmantas machte das Abitur am „Žiburys“-Gymnasium Prienai 1956 und studierte Kernenergie am Kaunas polytechnischen Institut (heute KTU). Von 1958 bis 1962 studierte er am Energieinstitut Moskau und wurde Wirtschaftsingenieur für Kernenergie. Danach arbeitete er als wissenschaftlicher Mitarbeiter am Litauischen Wirtschaftsenergieinstitut Kaunas, war Leiter des Labors.
1976 promovierte er zum Dr.-Ing. und 1987 habilitierte in Minsk. 1991 wurde er Professor und Mitglied der Litauischen Akademie der Wissenschaften. Vom 26. März 1990 bis zum 19. November 1996 war er Wirtschafts- und Energieminister Litauens.
Seit 1991 ist er Professor (gegenwärtig an der Gediminas-TU Vilnius). Von  2000 bis 2002 war er Mitglied im Rat der Gemeinde Birštonas.
Leonas Vaidotas Ašmantas ist verheiratet mit Vida Laukevičiūtė (stammt aus Birštonas), sie haben zwei gemeinsame Töchter (* 1964 und * 1974).

## Bibliografie
- Šilumos mainai ir hidrodinamika sudėtingos formos kanaluose, Mitautor, 1986, russisch